# 紐約郵報
《紐約郵報》（英語：New York Post）是一份美國的日報，主要在紐約市和周邊地區分銷。這是在美國第13份最悠久和第7份最廣為發行的報紙。

## 历史
創辦于1801年，由聯邦黨和開國元勛亞歷山大·漢密爾頓所創立的，成為19世紀受歡迎的大報，以《紐約晚報》（New York Evening Post）為名。本報的現代版以小報形式出版。
1976年，以3,050萬美元收購了《紐約郵報》。自1993年以來，本報已由新聞集團（News Corporation）及其繼任者新聞集團（News Corp）所擁有。其編輯部位於纽约市美洲大道1211号。
2018年8月，潮流品牌Supreme在《紐約郵報》頭版登了全版廣告，在早上7時多就全線賣清，同日在網站ebay上炒賣到10美元。
2020年10月14日，《紐約郵報》報導美國民主黨總統候選人乔·拜登與其子亨特·拜登邀請的烏克蘭布利斯瑪公司一名高層會面的新聞，隨後推特把《紐約郵報》的推特帳號停權。而推特於10月30日表示已解除該帳號的停權。

## 外部連結
- New York Post （页面存档备份，存于）